# NGC 7178
NGC 7178 is een balkspiraalstelsel in het sterrenbeeld Zuidervis. Het hemelobject werd op 31 augustus 1834 ontdekt door de Britse astronoom John Herschel.

## Synoniemen
- ESO 404-22
- MCG -6-48-16
- PGC 67898